# Nyssia graecarius
Nyssia graecarius là một loài bướm đêm trong họ Geometridae.